# Burni Lulumbu
Burni Lulumbu är ett berg i Indonesien.   Det ligger i provinsen Aceh, i den västra delen av landet, 1 600 km nordväst om huvudstaden Jakarta. Toppen på Burni Lulumbu är 1 424 meter över havet.
Terrängen runt Burni Lulumbu är bergig åt nordväst, men åt sydost är den kuperad. Runt Burni Lulumbu är det mycket glesbefolkat, med 3 invånare per kvadratkilometer. I omgivningarna runt Burni Lulumbu växer i huvudsak städsegrön lövskog.